# Doaa Al Zamel
Doaa Al Zamel (Daraa, Siria, 1994 o 1995) es una refugiada siria y una de los once supervivientes del naufragio de migrantes en Malta en 2014 en el que murieron aproximadamente 500 personas.
En 2012, huyendo de la guerra civil en Siria, la familia de Al Zamel se mudó a Egipto, donde se comprometió. Después de que Abdelfatah El-Sisi llegara al poder en Egipto, su prometido Bassem y Al Zamel pagaron a traficantes de personas para poder huir a Europa en 2014. Embarcaron en un bote lleno de gente con otros 500 migrantes y refugiados. El barco volcó después de ser embestido por los contrabandistas. Solo sobrevivieron once personas. Su prometido Bassem no logró sobrevivir. Al Zamel sobrevivió cuatro días en el mar, con dos bebés en brazos y fue rescatada, trasladada a Grecia y, luego, reasentada en Suecia.

## Trayectoria
Al Zamel nació en Daraa, una ciudad situada a dos horas de Damasco. Creció con sus cinco hermanas y un hermano. Su padre era peluquero. Tenía seis años cuando comenzaron las manifestaciones contra el presidente Bashar al-Assad y dieciséis cuando estalló la guerra civil en 2011. Después de que la tienda de su padre fuera destruida, la familia huyó a Egipto en noviembre de 2012.

### Exilio
En Egipto, Al Zamel se comprometió con otro refugiado llamado Bassem. Tras el cambio de liderazgo egipcio de Mohamed Morsi a Abdelfatah El-Sisi, la situación empeoró para los refugiados como Bassem y Al Zamel. Esto hizo que deicidieran huir a Suecia en busca de una nueva vida. Para iniciar ese viaje, Bassem pagó a unos traficantes de personas 2500 dólares, la cantidad que había ahorrado durante toda su vida, para que los llevaran a ambos en barco a través del mar Mediterráneo hasta Italia.

### Viaje a Europa
El 6 de septiembre de 2014, Al Zamel y Bassem se embarcaron en un barco pesquero egipcio junto a otros muchos, aproximadamente otros 500 refugiados y migrantes. Al Zamel tenía 19 años en el momento del viaje y no sabía nadar.
Durante el trayecto, los traficantes de personas obligaron a los pasajeros a cambiar de barco varias veces. Cuando todavía estaban a dieciséis horas de Italia, los contrabandistas les dijeron a los pasajeros que cambiaran de barco por última vez, pero los pasajeros se negaron. Los contrabandistas embistieron el bote de pasajeros, arrojándolos al mar y gritando "Dejad que los peces se coman vuestra carne". Todas, excepto unas cincuenta personas, se ahogaron en los primeros minutos, Al Zamel sobrevivió aferrándose a un salvavidas para niños que había encontrado Bassem. Estos supervivientes fueron muriendo en las siguientes horas. Un hombre de Gaza le entregó a Al Zamel su nieta de nueve meses, Malak, rogándole que se hiciera cargo de ella. Tanto el abuelo como Bassem se ahogaron poco después. Otra familia nadó hasta Al Zamel y le pidió que sujetara a su hija Masa, de 18 meses, y ella así lo hizo.
Tras cuatro días en el mar, un barco mercante encontró a los supervivientes y los subió a bordo. Al Zamel, Malak y Masa fueron tres de las once personas que sobrevivieron al naufragio. Malak murió cinco horas después del rescate.

### Llegada a Europa
Después de su rescate, Al Zamel fue trasladada a Grecia y luego reasentada por el Alto Comisionado de las Naciones Unidas para los Refugiados en Suecia. Masa fue reclamada por un tío suyo que también reside en Suecia.

## En la cultura popular
La historia de Al Zamel aparece en el libro Una esperanza más poderosa que el mar de Melissa Fleming del Alto Comisionado de las Naciones Unidas para los Refugiados. Steven Spielberg compró los derechos para hacer una película sobre la historia.
En 2018, los productores recibieron críticas por encargar a la escritora estadounidense Lena Dunham la adaptación de la novela para la pantalla, siendo acusados de blanqueamiento cinematográfico.
Al Zamel apareció en el documental Beyond Borders de 2019, producido por Craig Templeton Smith, junto con sus compañeros refugiados sirios Ayesha, Fewaz y Hani Al Moulia.